# 후루타 시게나리

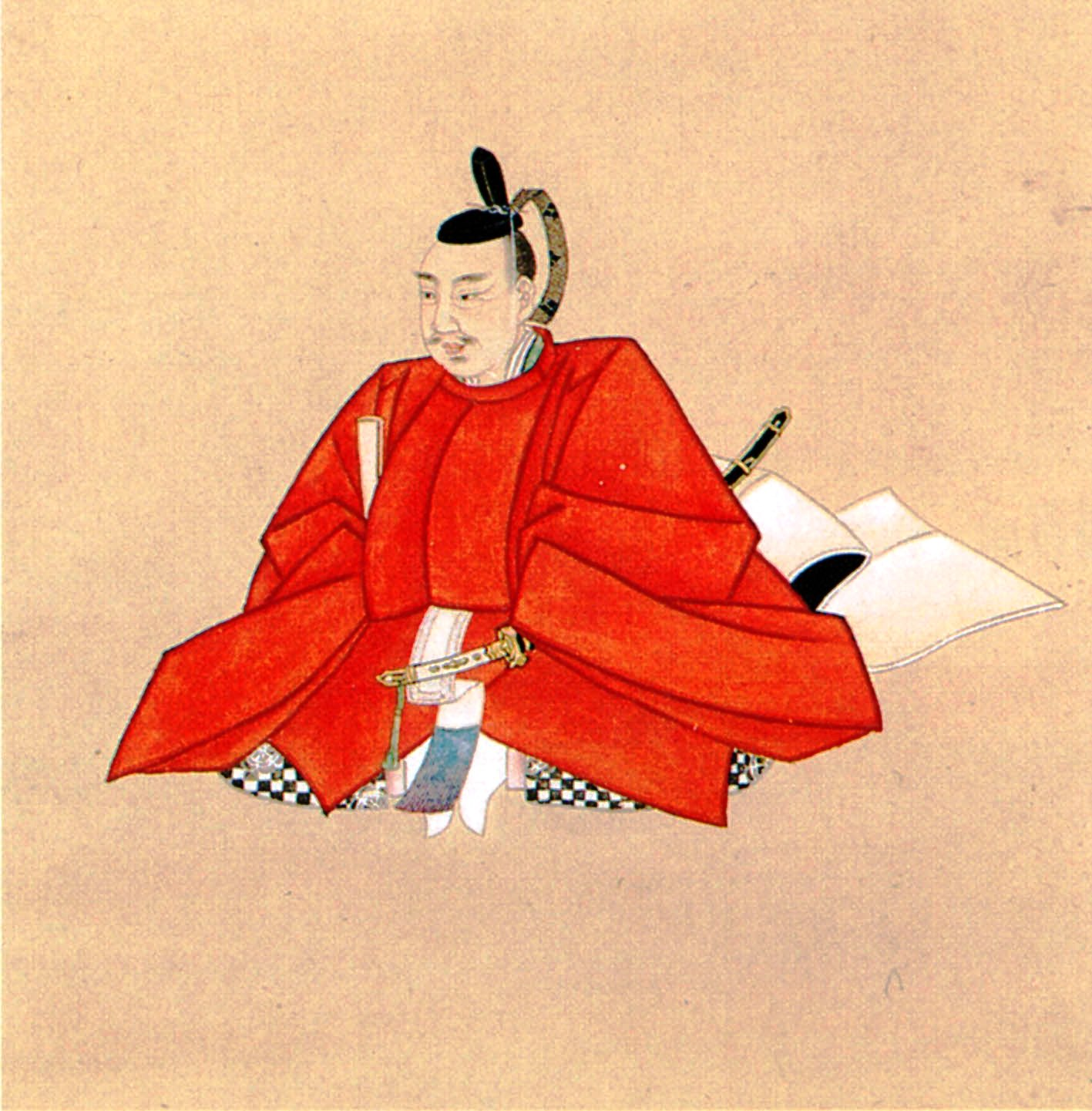
후루타 오리베 상(겐로쿠 연간 차노유 로쿠종장 전기를 착색. 오사카성 천수각 소장보다 백년 이상 오래된 초상화, 오사카성 천수각 소장)

후루타 시게나리(일본어: 古田重然 ふるた しげなり[*], 덴분 12년(1544년) ~ 게이초 20년 음력 6월 11일(1615년 7월 6일))는 센고쿠 시대부터 에도 시대 초기까지의 무장, 다이묘, 다인이다. 초명은 가게야스(景安). 별명은 오리베(織部)이며 일반적으로 후루타 오리베로 많이 불린다. 센노 리큐와 다도를 집대성하여 아즈치모모야마 시대부터 에도시대 전기까지 다기, 회석구제작, 건축, 정원가꾸기(作庭) 등의 유행을 불러왔다. 친부는 도요토미 히데요시 사후 할복으로 순사했던 후루타 시게사다이며 양부는 시게사다의 형이자 시게나리의 백부 후루타 시게야스이다. 조카는 시게카쓰, 시게하루 등이 있다.

## 이름
일반적으로 다인(茶人), 후루타 오리베(古田織部)로 알려져 있다. 직부의 이름은 장년기에 종5위 하인 '오리베 스케(織部助)'의 관위에 서임된 것에서 유래한다. '오리베노카미(織部正)'는 자칭으로 여겨진다. <단가보>(断家譜), <계도찬요>(系図纂要)에서는 휘는 주젠(重然). 첫 이름은 가게야스(景安) 또 편지에는 고오리베(古織部), 후루타 오리베, 후루타 오리베스케(古田織部助), 후루타 무네야(古田宗屋)라고 자서했다.

## 같이 보기
- 나카가와 기요히데 - 시게나리의 부인 센의 오빠
- 오리베류
- 후루타 오리베 미술관